# 山本真宏
山本 真宏（やまもと まさひろ、1956年7月17日 - ）は、　日本のプロドライバー(2001年引退)。
神奈川県横須賀市出身。拓殖大学商学部経営学科卒業。現在も神奈川県横須賀市在住。

## 来歴

### 概要
1956年横須賀市生まれ。高校時代にモトクロス、トライアルを始め、大学在学中に四輪に転向してラリー、ダートトライアルを始める。 卒業後より、東日本ジムカーナシリーズに参戦。チームADVAN（横浜ゴム）のドライバーとして、1982年全日本ジムカーナ 選手権CⅡクラスでチャンピオンを獲得。1985年Dクラスに移ってからは86～88,91～93,95～98の計10回チャンピオンを獲得。 通算V11は当時前人未到の偉業であった。

### 2輪から４輪への転向、ラリーからジムカーナへ
17歳でモトクロス、トライアルをはじめ、当時の第一人者、ヤマハの木村治夫に師事し、トライアルのテクニックのみならず、人間形成やモータースポーツのなんたるかを教え込まれ、オフロードバイクの開発にも携わった。20歳の時、車好きでラリーをやっていた兄の影響で、４輪のモータースポーツの世界に興味を持つ。兄からの譲り受けたジェミニクーペ(PF50)でラリーを始める。当時アフタパーツの少なかったジェミニをなんとか寄せ集めでラリー仕様に仕立てにテクニックを磨く。その後サザンクロスラリーへの出場するため準備を行ったが、サザンクロスラリーがなくなってしまう。

### ジムカーナデビューからプロドライバーになるまで
・・・

### ライバルとの激闘と前人未到V11の達成
・・・

### 現役引退
・・・

### ヨコハマタイヤ専属ドライバーとしての活躍
・・・

### テレビや雑誌での活躍
・・・

## 戦歴

### レース
1983年　全日本富士1000kmレース 　
クラス：A　
ゼッケン：45 　
車名：ADVAN サニー　
ドライバー：山本 真宏 / 深沢 雅文
順位：13位　
周回数：163周

### ジムカーナ
| Year | Class | Pos. | Car                          |
| ---- | ----- | ---- | ---------------------------- |
| 1982 | C2    | 1    | NGK SHOEI ADVAN GEMINI       |
| 1983 | C2    | 5    | ADVAN-SUNNY                  |
| 1985 | D     | 2    | ADVAN-SUNNY                  |
| 1986 | D     | 1    | ADVAN-SUNNY                  |
| 1987 | D     | 1    | ADVAN・MR2                   |
| 1988 | D     | 1    | ADVAN・MR2                   |
| 1989 | C3    | 2    | SA-ADVAN・MR2                |
| 1990 | D     | 5    | SA-ADVAN-KYB-YK01G           |
| 1991 | D     | 1    | SA-ADVAN-YK01G               |
| 1992 | D     | 1    | SA-ADVAN・YK02V              |
| 1993 | D     | 1    | GAIO-ADVAN-02V & 03V(R6～R7) |
| 1994 | D     | 4    | ADVAN-T2                     |
| 1995 | D     | 1    | ADVAN-T3                     |
| 1996 | D     | 1    | TRD・ADVAN-T3                |
| 1997 | D     | 1    | TRD・ADVAN-T3                |
| 1998 | D     | 1    | TRD・ADVAN-T3 & T4(R4～)     |
| 1999 | D     |      | TRD・ADVAN-T3 & T4           |
| 2000 | D     |      | TRD・ADVAN-T3 & T4           |
| 2001 | D     |      | ADVAN-MT201                  |

## 搭乗マシン
1. ADVAN-GEMIN
2. ADVAN-SUNNY
3. ADVAN-MR2
4. ADVAN-YK01G～03V
5. ADVAN-T2
6. ADVAN-T3
7. ADVAN-T4
8. ADVAN-MT201

## 関連書籍
「山本 真宏 ジムカーナレッスン」　